# Ernodea uninervis
Ernodea uninervis är en måreväxtart som beskrevs av Ignatz Urban. Ernodea uninervis ingår i släktet Ernodea och familjen måreväxter.
Artens utbredningsområde är Haiti. Inga underarter finns listade i Catalogue of Life.